# Cytospora lonicerae
Cytospora lonicerae är en svampart som beskrevs av Grove 1923. Cytospora lonicerae ingår i släktet Cytospora och familjen Valsaceae.   Inga underarter finns listade i Catalogue of Life.